# Peperomia pallescens
Peperomia pallescens är en pepparväxtart som beskrevs av Friedrich Anton Wilhelm Miquel. Peperomia pallescens ingår i släktet peperomior, och familjen pepparväxter. Inga underarter finns listade i Catalogue of Life.